# جورج ارين
جورج ارين (بالإنجليزية: George Warren)‏ هو لاعب كرة قدم بريطاني (وحمل سابقاً جنسية المملكة المتحدة لبريطانيا العظمى وأيرلندا) في مركز مهاجم داخلي، ولد في 1880 في المملكة المتحدة، وتوفي في 16 مايو 1917 في نور في فرنسا. لعب مع ستوكبورت كونتي وكوفنتري سيتي وليستر سيتي وGresley Rovers F.C. ‏ ونونيتون بورو ‏ وHinckley Town F.C. ‏ وBurton Swifts F.C. ‏ وهنكلي يونايتد ‏ وDudley Town F.C. ‏ وSheppey United F.C. ‏ وWillenhall F.C. ‏.